# Xivini
Xivini (em urartita: 𒀭𒅆𒄿𒌑𒄿𒉌; romaniz.: dši-i-u2-i-ni) ou Ximigui (Šimigi), também conhecido como Xiuini (Šiuini), Artinis, Ardinis, era um deus solar na mitologia do Reino de Urartu do planalto Armênio. É o terceiro deus em uma tríade com Haldi e Teispas. O deus assírio Xamaxe é uma contraparte de Xivini. Foi retratado como um homem de joelhos, segurando um disco solar. Sua esposa era provavelmente uma deusa chamada Tuspuea que é listada como a terceira deusa na inscrição Meri-Dur. Armen Petrosyan e outros estudiosos argumentam que seu nome deriva de uma fonte hitita e é, portanto, da mesma origem indo-europeia dos nomes do Zeus grego antigo e do Júpiter romano.